# Annales Sangallenses maiores
Annales Sangallenses maiores (nemško Größere St. Gallener Jahrbücher, slovensko Veliki sangallenski letopisi) so letopisi knežje opatije Sankt Gallen za obdobje od leta 709 do 1056. Starejši del letopisov do leta 819 temelji na Annales Alamannici, kateremu sledijo neodvisna poročila.
Najstarejše izročilo, ki se je začelo v 10. stoletju, je mogoče najti v Codex Sangallensis 915, strani 196 do 236. Dodatki so v prepisu drugega najstarejšega rokopisa, Codex Sangallensis 453 iz 12. stoletja, strani 211 do 235. Poročilu o smrti Henrika III. leta 1056, s katerim se Anali končajo, sledi poročilo o darovanju relikvij iz Svete dežele samostanu Sankt Gallen leta 1180.

## Sklic
1. ↑  Geschichtsquellen

## Vir
- Ernst Tremp, Pascal Ladner. Aus der Welt der St. Galler Annalen. Zur Edition der Annales Sangallenses. V Deutsches Archiv für Erforschung des Mittelalters, sl. 77 (2021), Heft 1, str, 1–22.